# Sint-Laurentiuskerk (Koblenz)
De Sint-Laurentiuskerk is een rooms-katholiek kerkgebouw in de Duitse stad Koblenz. De in het stadsdeel Koblenz-Moselweiß gelegen kerk werd rond het jaar 1200 gebouwd en onderging in de loop der eeuwen heel wat verbouwingen en renovaties. De kerk is gewijd aan de heilige Laurentius van Rome.

## Geschiedenis
Al voor de 13e eeuw bestond er op dezelfde plek een kerk. Het huidige kerkgebouw werd echter rond het jaar 1200 gebouwd. Het onderste deel van de toren is echter ouder en wordt rond 1107 gedateerd. In 1201 wordt de kerk voor het eerst als zelfstandige parochie genoemd in een oorkonde van de proost van de Sint-Kastorkerk. In het jaar 1865 werd de kerk met een dwarsschip in het westen uitgebreid. De sacristie aan de oostzijde van de kerk werd in 1904 toegevoegd.
Samen met een aantal andere parochies uit de buurt vormt Sint-Laurentius een parochiegemeenschap.

## Architectuur
De kerk is gebouwd in de vorm van een driebeukige pijlerbasiliek in romaanse stijl met kruisgewelven en rondbogige arcaden.
Van de inrichting zijn alleen het stenen altaar en het doopvont op zes kleine zuilen uit de vroegste periode van de kerk. Poolse restauratoren legden in de jaren 1988-1989 twee middeleeuwse fresco's vrij. De kansel met laatgotisch maaswerk en reliëfs van Christus, de evangelisten en de kerkvader Hiëronymus bevond zich tot 1786 in de Onze-Lieve-Vrouwekerk van Koblenz. De ramen zijn in de jaren 50 gemaakt door de in 1926 te Koblenz geboren Jakob Schwarzkopf en stellen scènes voor uit het Oude en Nieuwe Testament.

## Afbeeldingen

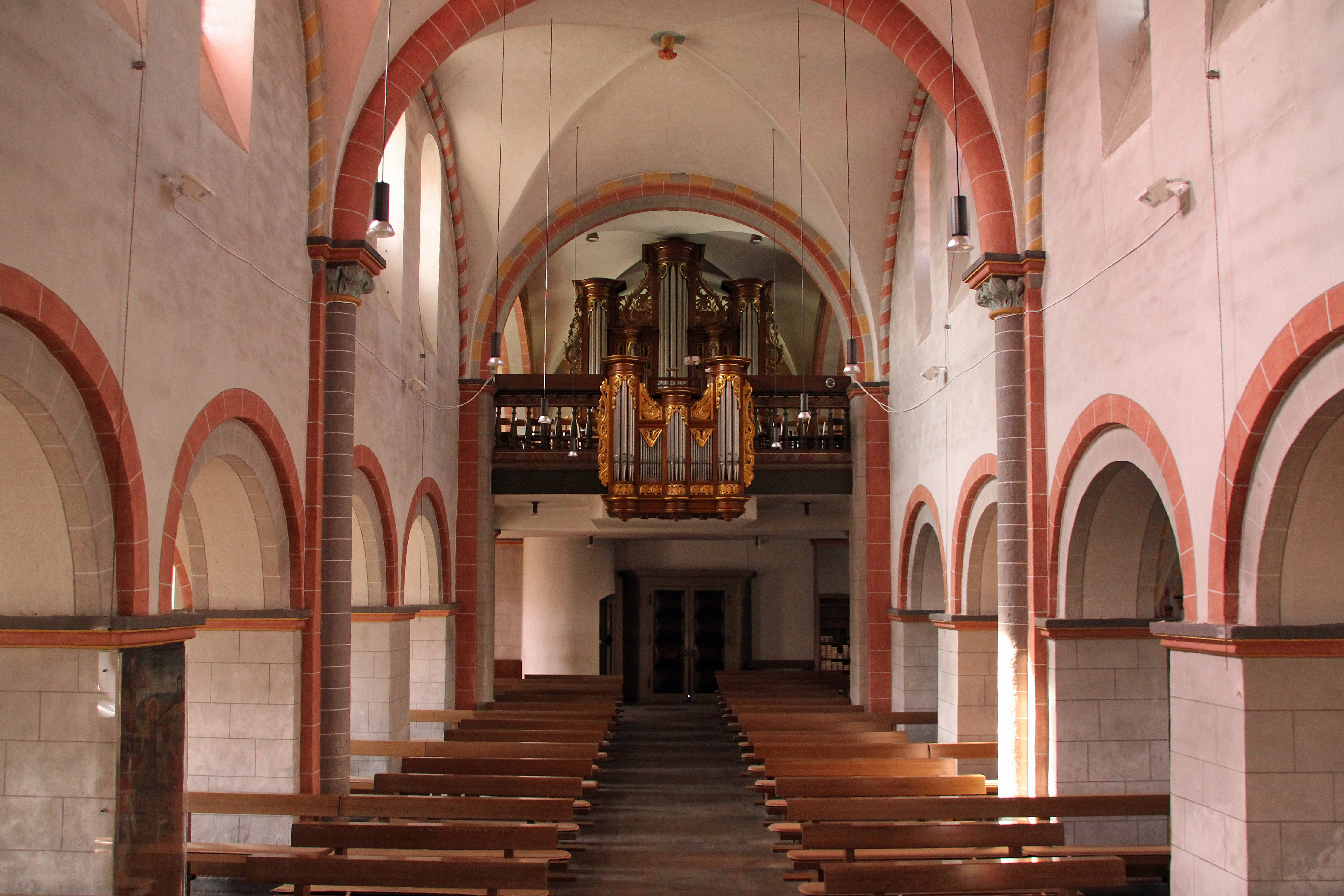
Interieur met orgel
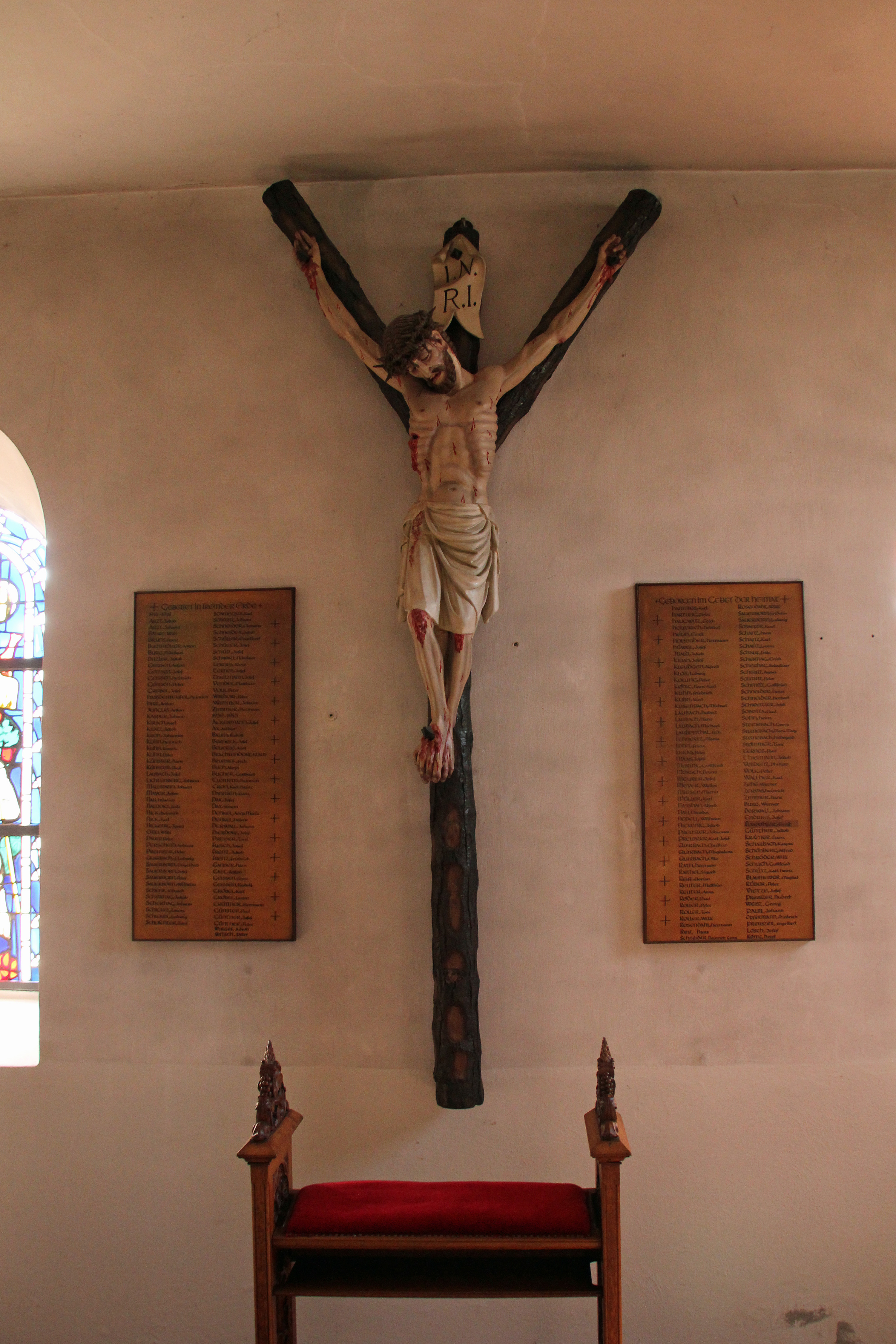
Wandkruis
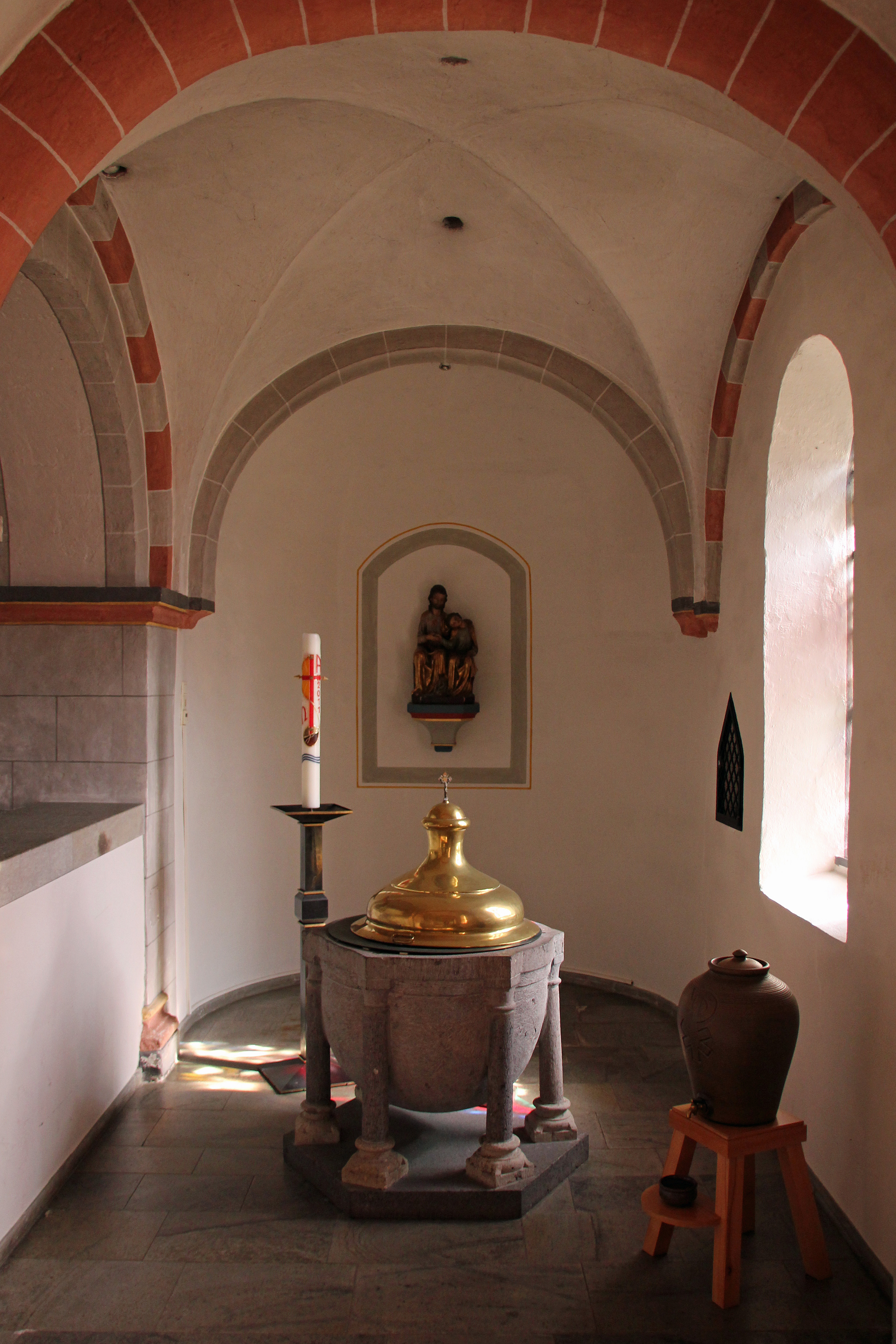
Doopkapel
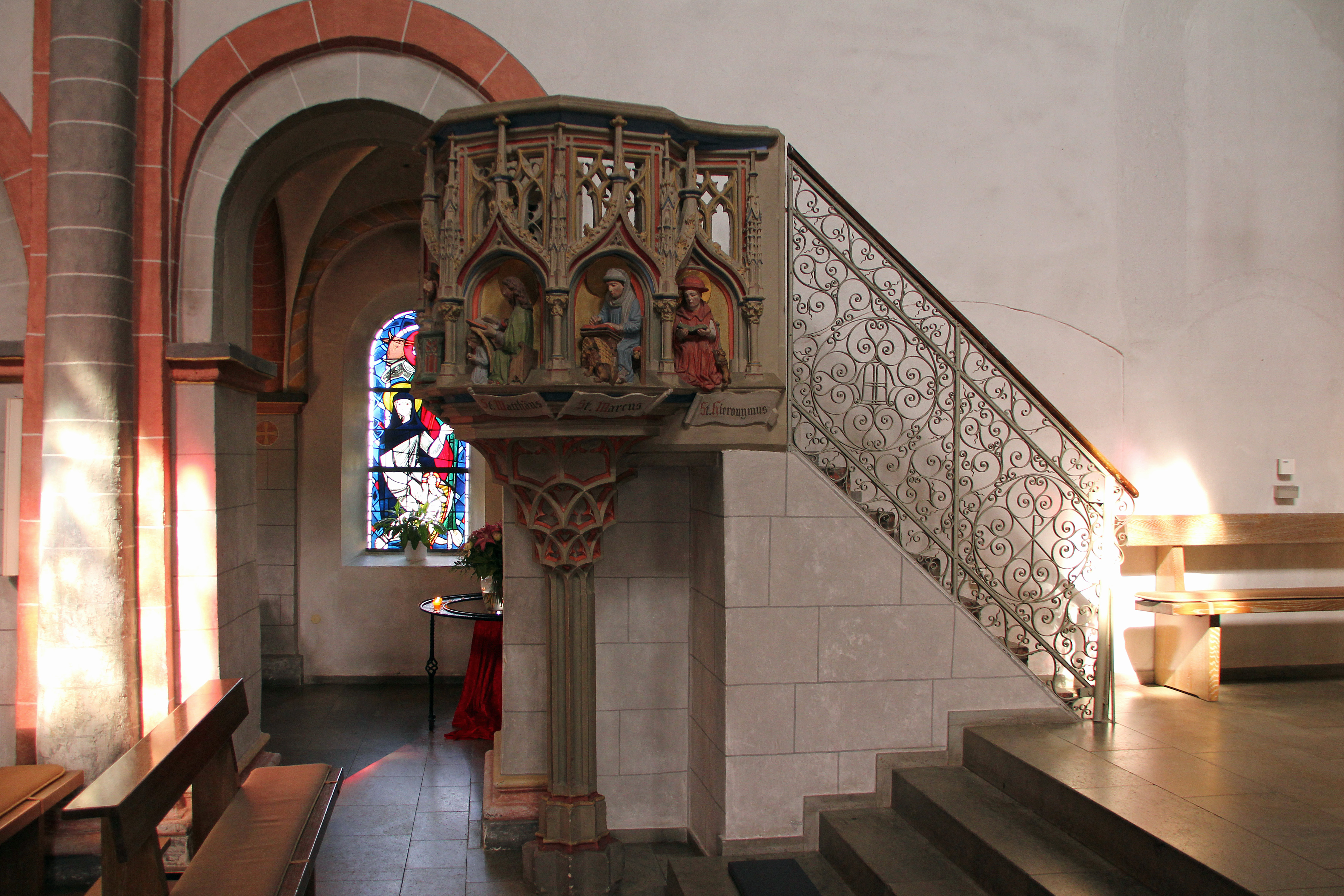
Kansel
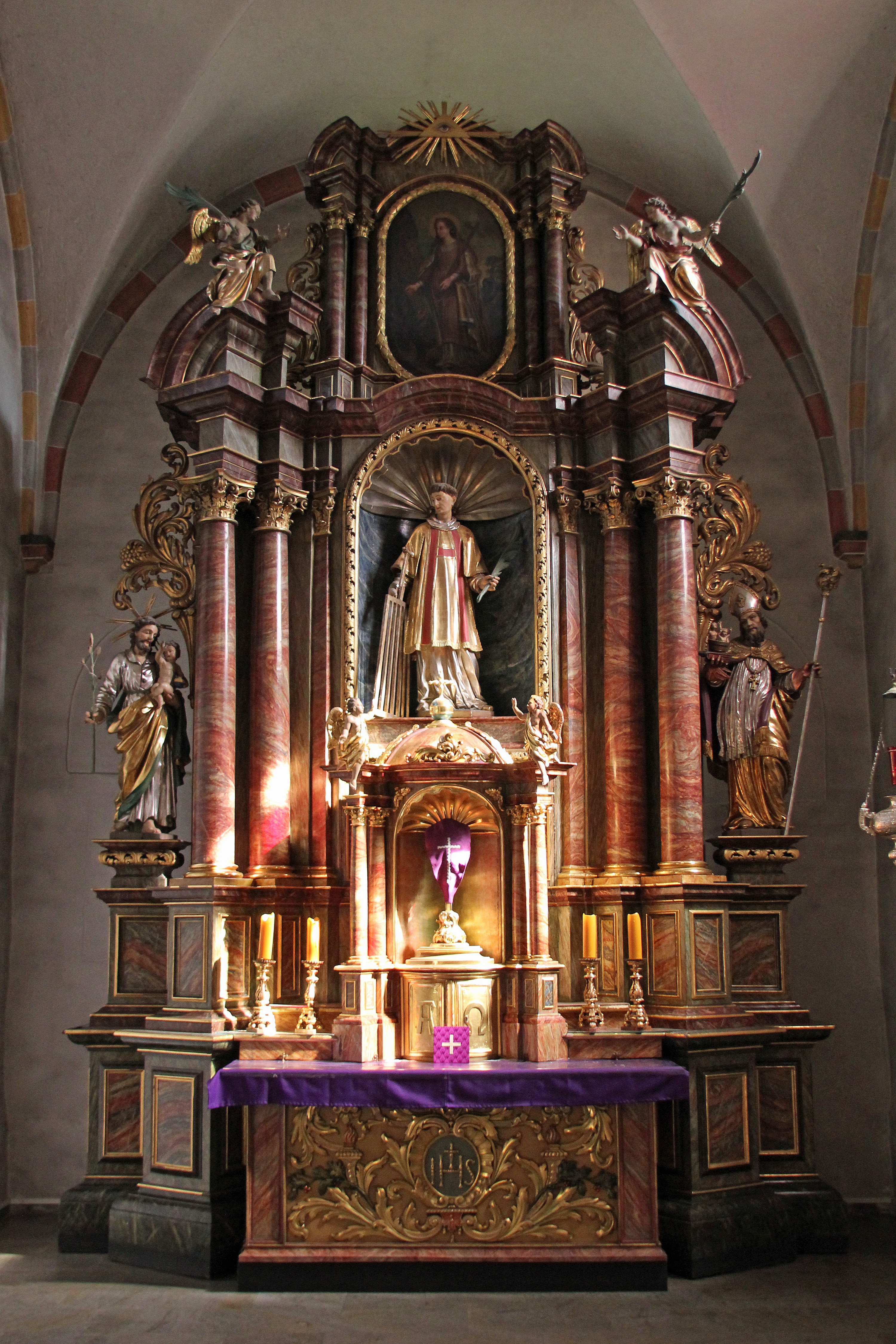
Hoogaltaar
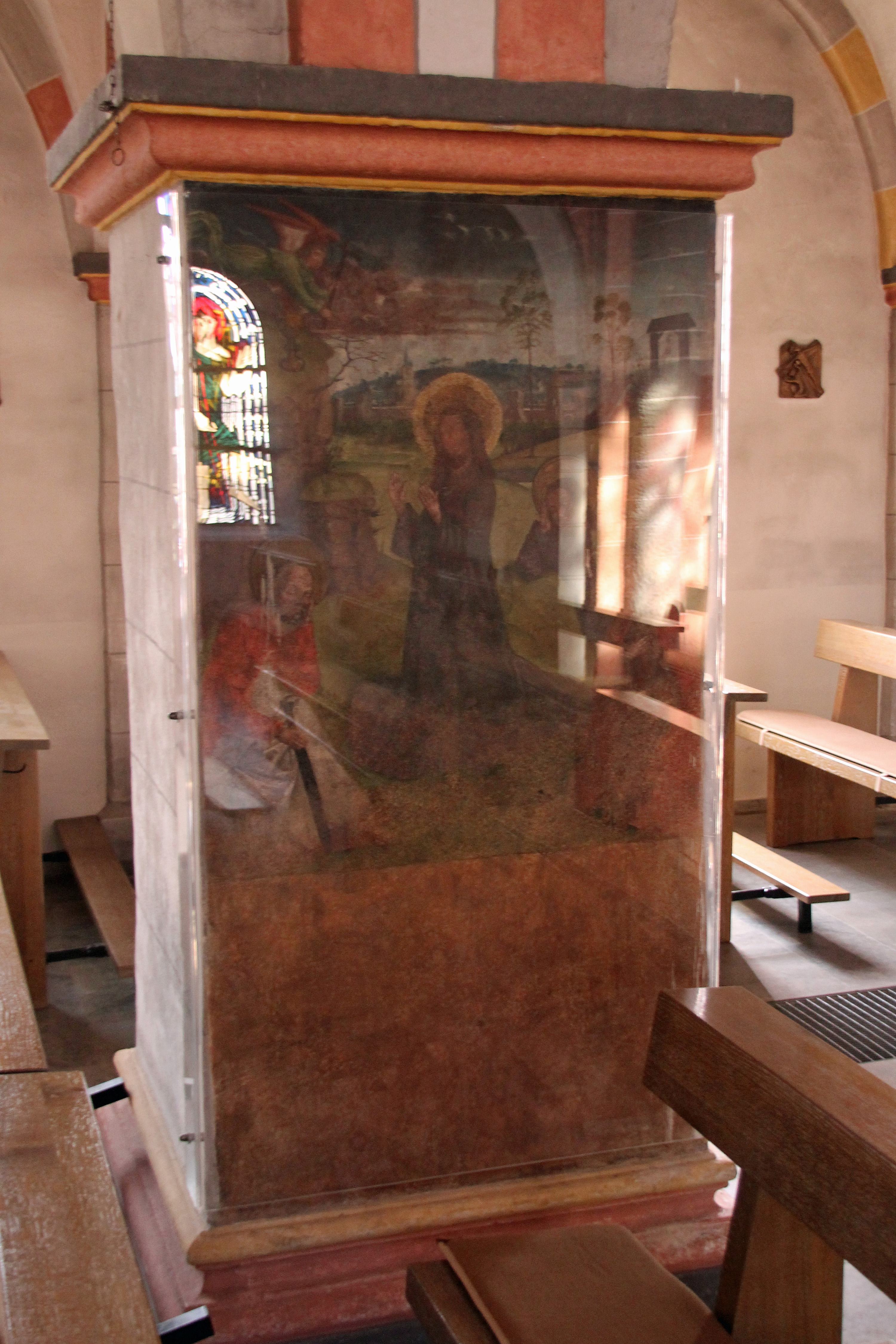
Middeleeuwse wandbeschildering